# Горнолыжный спорт на зимних Олимпийских играх 1948
Соревнования по горнолыжному спорту на зимних Олимпийских играх 1948 года прошли со 2 по 5 февраля на горе Пиц Наир. Данные соревнования одновременно считались соревнованиями 10-го чемпионата мира по горнолыжному спорту. Медали в горнолыжном спорте на Олимпийских играх разыгрывались второй раз в истории после 1936 года. В Санкт-Морице впервые медали были разыграны в скоростном спуске и слаломе.
Героем турнира стал 22-летний француз Анри Орейе: он выиграл золото в скоростном спуске и комбинации, а также стал третьим в слаломе.
Медали выигрывали представители 4 стран. Спортсмены Германии и Японии не выступали на Играх 1948 года.

## Общий медальный зачёт
| Место | Страна    | Золото | Серебро | Бронза | Всего |
| ----- | --------- | ------ | ------- | ------ | ----- |
| 1     | Швейцария | 2      | 2       | 2      | 6     |
| 2     | Франция   | 2      | 1       | 2      | 5     |
| 3     | Австрия   | 1      | 2       | 3      | 6     |
| 4     | США       | 1      | 1       | 0      | 2     |

## Медалисты

### Мужчины
| Вид                            | Золото                   | Серебро                | Бронза                  |
| ------------------------------ | ------------------------ | ---------------------- | ----------------------- |
| Скоростной спуск см. подробнее | Анри Орейе Франция       | Франц Габль Австрия    | Ральф Олингер Швейцария |
| Скоростной спуск см. подробнее | Анри Орейе Франция       | Франц Габль Австрия    | Карл Молитор Швейцария  |
| Слалом см. подробнее           | Эди Рейнальтер Швейцария | Джеймс Кутте Франция   | Анри Орейе Франция      |
| Комбинация см. подробнее       | Анри Орейе Франция       | Карл Молитор Швейцария | Джеймс Кутте Франция    |

### Женщины
| Вид                            | Золото                   | Серебро                    | Бронза                 |
| ------------------------------ | ------------------------ | -------------------------- | ---------------------- |
| Скоростной спуск см. подробнее | Хеди Шлунеггер Швейцария | Труде Байзер Австрия       | Рези Хаммерер Австрия  |
| Слалом см. подробнее           | Гретхен Фрейзер США      | Антуанетта Майер Швейцария | Эрика Марингер Австрия |
| Комбинация см. подробнее       | Труде Байзер Австрия     | Гретхен Фрейзер США        | Эрика Марингер Австрия |